# Pachacútec Inca Yupanqui
Pachacútec Inca Yupanqui est une biographie de l’empereur inca Pachacutec. Elle est le premier livre publié par l'ethno-historienne María Rostworowski.
Cette œuvre écrite en 1953 a été nommée pour le Prix Garcilaso de la Vega, qu'attribue alors la Casa de la Cultura (« Maison de la Culture »), mais n'a finalement pas reçu le prix,. Dans cette publication l'auteur rétablit l'importance de l’empereur inca qui a formé l'empire inca. Il s'agit de la première biographie connue d'un personnage historique amérindien. L'œuvre a été réimprimée en 2001 et 2006. En 2008, Simon Duran traduit la biographie de Pachacutec en français, publiée par les Éditions Tallandier sous le titre Le Gand Inca: Pachacútec Inca Yupanqui.
Dans cette essai, l'auteur défend l’importance de Pachacútec Inca Yupanqui, qui transforme la confédération locale de Cuzco en Empire pan-andin, doté d'une administration efficace et d'un système de croyances. Au moment de sa publication, María Rostworowski doit faire face à plusieurs problèmes à la fois. Il s'agit d'un personnage qui, en 1953, n'était pas perçu par la majorité des historiens, se fondant sur la chronique mytho-historique de l'écrivain métisse Inca Garcilaso de la Vega, comme l'un des plus importants souverains, ou Sapa Inca, de l'Empire. De plus, il s'agit d'un personnage de l’époque précolombienne, qui n'a jamais connu des européens, qui parle une langue andine non-indo-européenne, avec une conception du cosmos différente de celle des conquistadors et chroniqueurs espagnols, qui n'a pas laissé de documents historique témoignant de sa vie, et qui n'a pas conçu le temps de la même façon que le font les historiens. 
La thèse principale de l’autrice est accompagnée de la reconstitution du point de vue inca sur la société et le gouvernement. Rostworowski se base ainsi sur une analyse détaillée des chroniques coloniales considérées fiables, une approche qu'elle abandonne postérieurement, préférant utiliser les documents administratifs et les Visitas (visites administratives et recensements de la population). 
Plus largement, l'œuvre est une histoire des incas depuis le premier souverain Manco Capac jusqu’à la colonisation espagnole, et décrit la culture, les rites et la culture inca. 

## Structure
Le livre se trouve divisé en deux parties traitant respectivement de l’histoire pré-impériale et de la vie de l’empereur :

### Première partie: La Confédération deCuzco
1. L'origine des incas
2. Les Chancas
3. Le vainqueur des Chancas
4. Règne de l'Inca Viracocha et la jeunesse de Pachacutec.
5. Inca Urco et l'attaque chanca

### Deuxième partie: La Formation de l'Empire Inca
1. Premiers années du règne de Pachacutec
2. Coricancha
3. Conquêtes
4. La reconstruction de Cuzco
5. L'organisation de l'Empire
6. Les successions et la co-souveraineté
7. Le corègne de Tupac Yupanqui

## Réception de l’ouvrage
L'œuvre influence la recherche historique et anthropologique, émettant plusieurs théories, aujourd’hui consensuelles, comme la co-souveraineté des princes héritiers, la division dynastique, le pouvoir religieux et le système des panacas. La reconstitution de la vie de Pachacutec proposée par l’œuvre est repris par la plupart des ouvrages généralistes sur les incas.
L'importance de Pachacútec est largement soutenue par un consensus des ethno-historiens actuels, même si certains experts, dans le cadre du débat sur l’historicité des récits mytho-historiques incas, considèrent que la figure de Pachacútec est mythologique et symbolique.

### Critiques
Dans sa critique de l'ouvrage dans l’HAHR (Hispanic American Historical Review), l’historien et anthropologue John Howland Rowe, soulignant l'usage de la chronique de Garcilaso de Vega, pourtant reconnu par l’autrice comme non-fiable, et les approximations historiques sur l’histoire dynastique, considère que l'œuvre « est une pauvre introduction à l’histoire inca pour celui qui n'a pas lu les sources originales », malgré « la grande vertu [de l'ouvrage] d'être rempli d’idées originales et ingénieuses, dont beaucoup sont excellentes, et qui rendront la tâche d'écrire une meilleure histoire des Incas beaucoup plus facile ».
Rowe critique également la description du gouvernement et de la société Incas, indiquant que la description est « superficielle » et « donne l’impression que la constitution inca était le rêve d’un philosophe et non un système administratif extrêmement pratique ».